# Léopold Unger
Pour les articles homonymes, voir Unger.
Léopold Unger (noms de code : Paul Mathil et Brukselczyk), né le 12 août 1922 à Lwów (Pologne - aujourd'hui Lviv en Ukraine) et mort le 20 décembre 2011 à Bruxelles, est un journaliste d'origine polonaise connu sous le pseudonyme de Pol Mathil ayant émigré en Belgique en 1969 et y ayant fait carrière.

## Biographie
Léopold Unger naît en Galicie dans une modeste famille juive. Dès le début de la Seconde Guerre mondiale, en octobre 1939, son frère le conduit à Bucarest, en Roumanie où il débutera dans la presse écrite comme correspondant. Ses parents sont exterminés par les nazis et son frère est mortellement blessé au combat en Italie.
Unger revient en Pologne en 1948 et devient le secrétaire général de rédaction du quotidien polonais Życie Warszawy. En 1969, victime d'une purge antisémite organisée par le pouvoir communiste, il est expulsé de Pologne et vient s'installer à Bruxelles, en Belgique.
Spécialiste de l'Europe centrale et orientale ainsi que du bloc soviétique, il collabore principalement aux journaux le Soir, Herald Tribune, Kultura, Gazeta Wyborcza ainsi qu'à Radio Free Europe.
Léopold Unger meurt d'un cancer à l'âge de 89 ans le 20 décembre 2011. Inhumé le 23 décembre 2011 dans la partie juive du cimetière municipal de Kraainem.

## Prix et honneurs
- Le 30 juin 2009 il a reçu le titre de docteur honoris causa de l'université Marie Curie-Skłodowska de Lublin (Pologne)[6].
- Le président du Parlement européen lui a remis le prix Karski, en décembre 2010, pour avoir « porté la lumière de la vérité en Pologne "[7].
- Une bourse en son nom a été créée en 2011 pour aider les jeunes journalistes polonais à l’apprentissage du métier. Le projet est organisé par l'université Marie Curie-Skłodowska de Lublin et soutenu par deux quotidiens polonais et belge : Gazeta Wyborcza et Le Soir[8].

## Publications
Unger a publié en 2001 son autobiographie sour le titre L'Intrus (en polonais : Intruz), traduit du polonais, Éditions Prószyński i S-ka,  (ISBN 83-7255-943-0)). Des extraits de ce livre, traduits par Jurek Kuczkiewicz, ont été publiés dans Le Soir en juillet 2002.